# Matinkylä (métro d'Helsinki)
Matinkylä (en finnois : Matinkylä et en suédois : Mattby) est une station terminus ouest de la ligne M1 du métro d'Helsinki. Située au 1 Suomenlahdentie, elle dessert les quartiers de Matinkylä et Olari dans le district de Suur-Matinkylä de la municipalité d'Espoo, prés d'Helsinki en Finlande.
Mise en service en 2017, elle est desservie par les rames de la ligne M1.

## Situation sur le réseau

Plan du métro.

Établie en souterrain, Matinkylä, station terminus ouest de la ligne M1 du métro d'Helsinki. Elle est située avant la station Niittykumpu, en direction du terminus est Vuosaari.
Elle dispose d'un quai central encadré par les deux voies de la ligne.

## Histoire
La station Matinkylä est mise en service le 18 novembre 2017, lors de l'ouverture à l'exploitation du prolongement de Ruoholahti à Matinkylä,. Elle est conçue par le cabinet d'architectes HKP Oy.

## Services aux voyageurs

### Accès et accueil
La station dispose de cinq accès, trois pour l'entrée est : A, B, C et deux pour l'entrée ouest D, E, ils sont tous accessibles aux personnes à la mobilité réduite. Elle est située à l'extrémité sud du centre commercial Iso Omena.

### Desserte
Matinkylä constitue le terminus occidental temporaire du métro d'Helsinki pour les rames vers/depuis Vuosaari de la ligne M1.

Installations et desserte
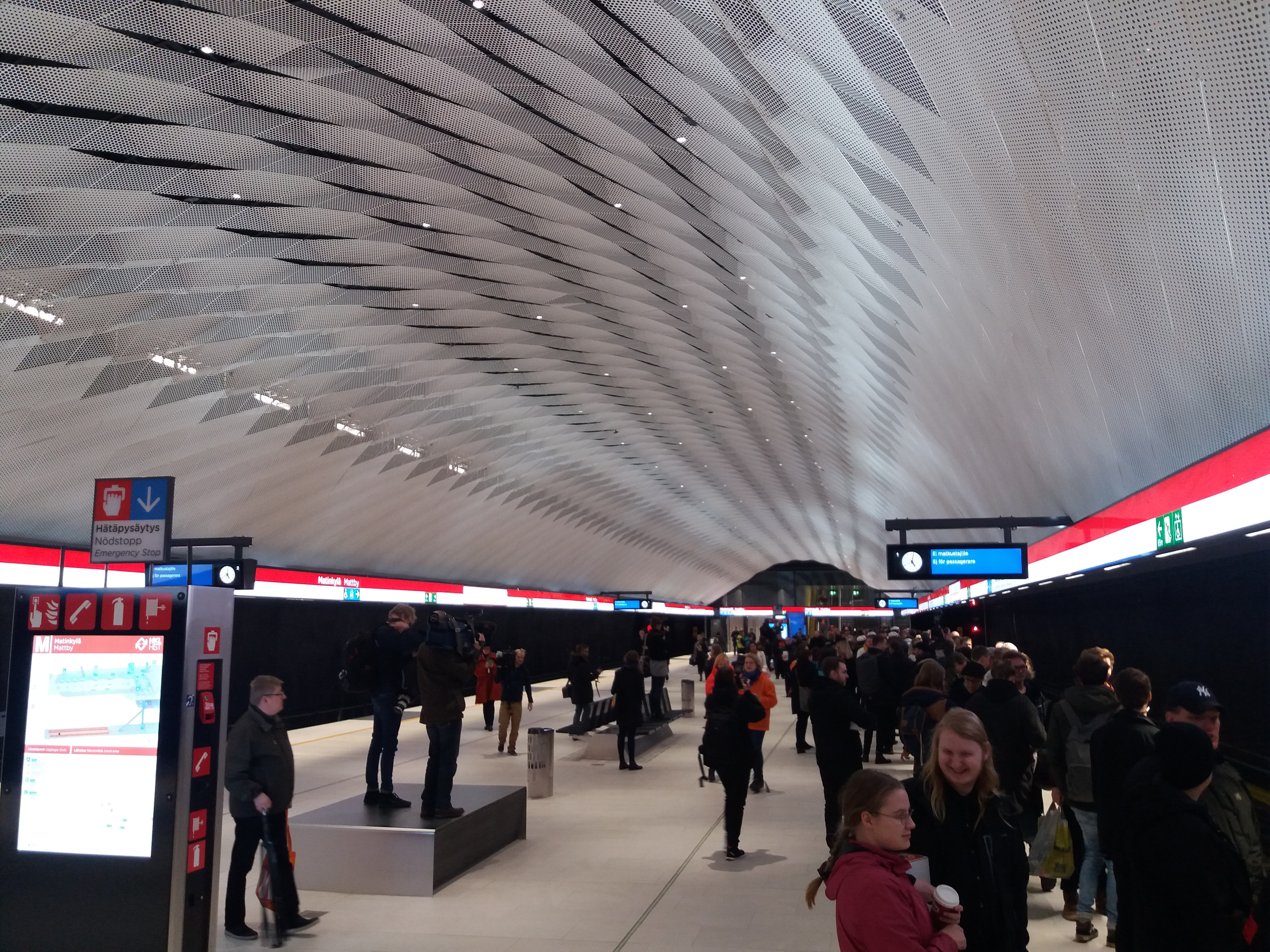
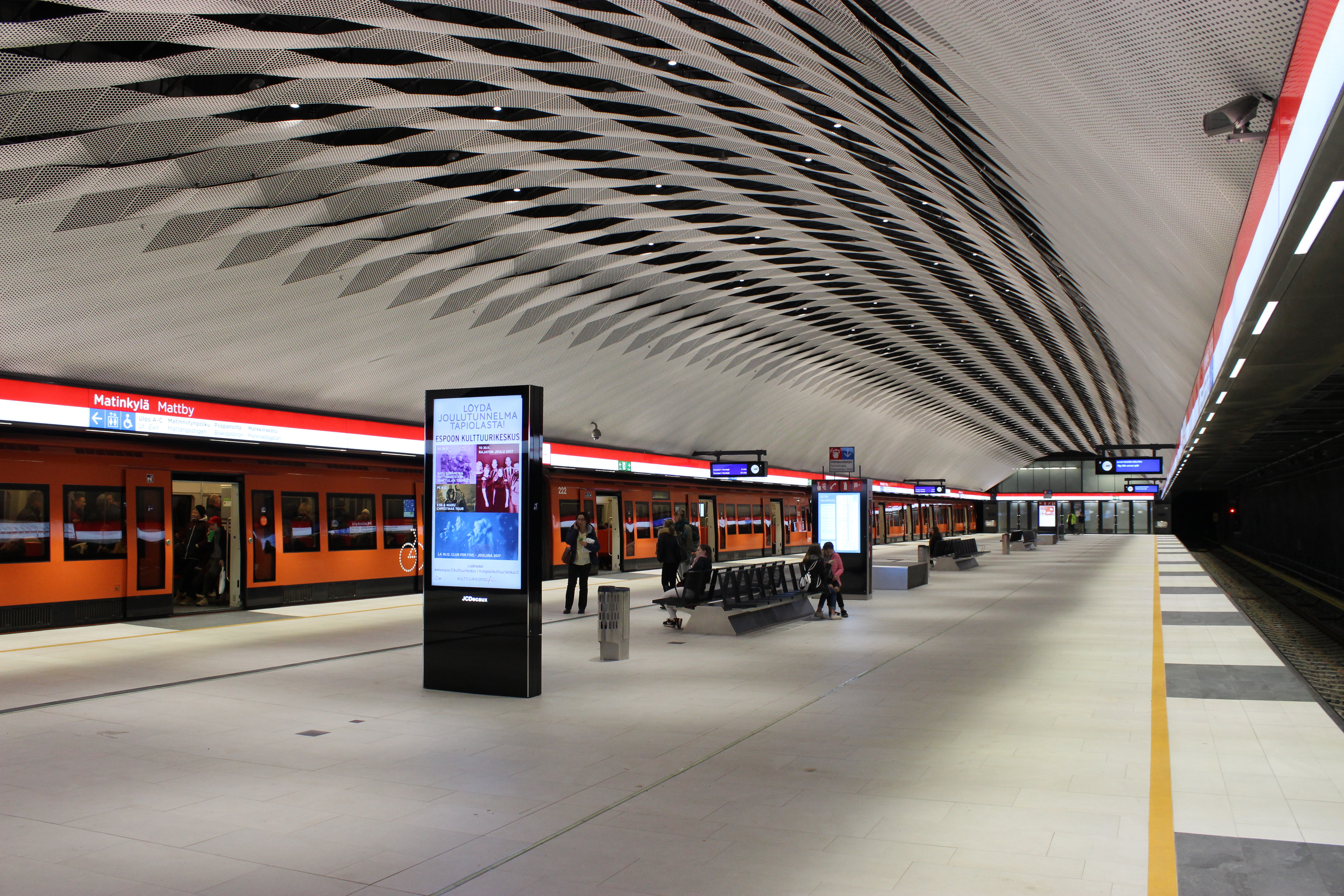
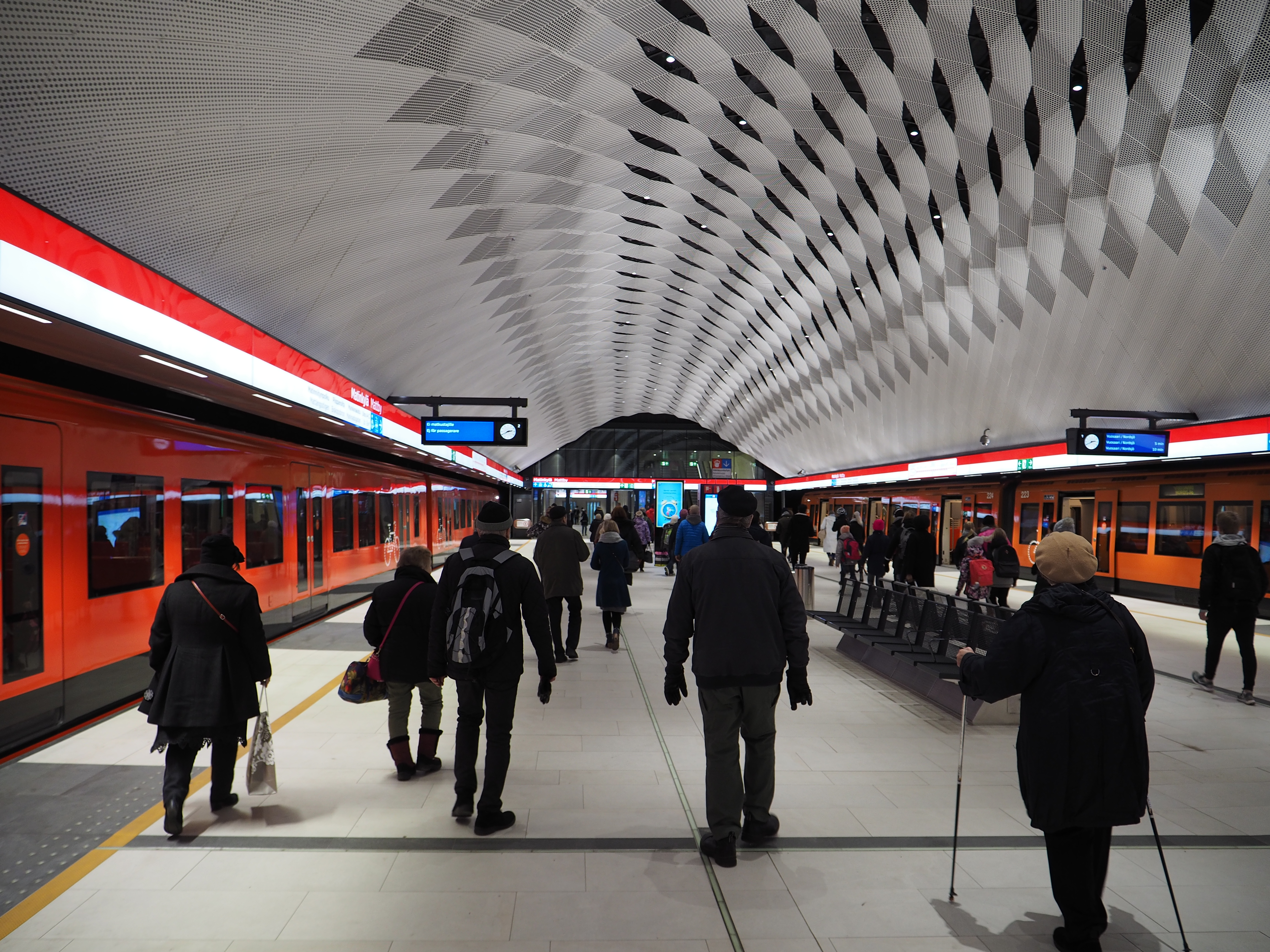

### Intermodalité
À proximité des accès sont aménagés des places pour les vélos et un parking pour les véhicules. Des arrêts de bus sont également présents dans les rues avoisinantes. Une gare de bus souterraine est située dans le centre commercial d'Iso Omena.

## À proximité
- Centre commercial Iso Omena[2]

## Projets
C'est une station terminus provisoire, le prolongement de la ligne est prévu pour 2023.